# Kamienica Abrama Włodawera w Warszawie

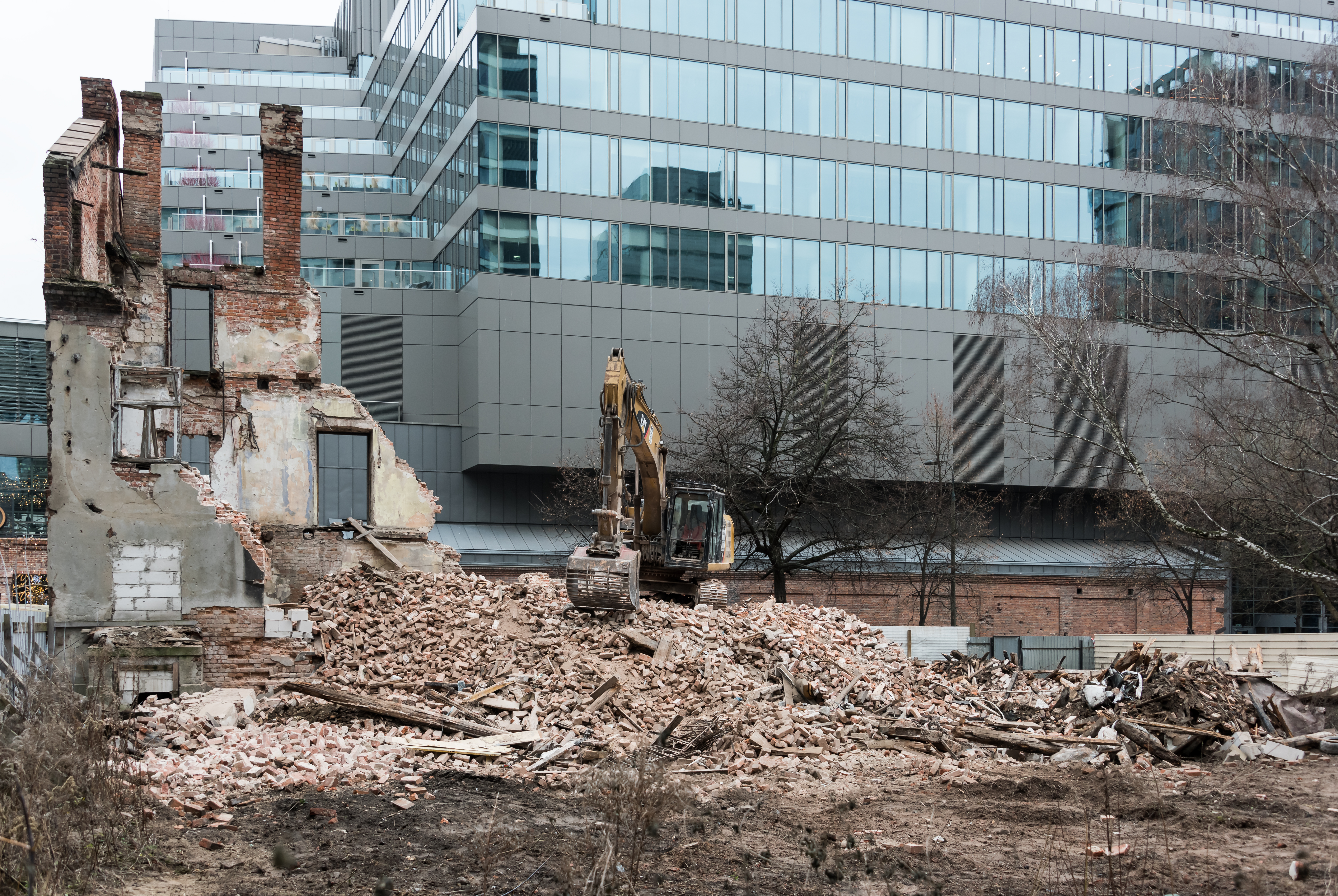
Rozbiórka kamienicy w grudniu 2024 roku

Kamienica Abrama Włodawera – kamienica znajdująca się w latach 1878−2024 przy ul. Łuckiej 8, w dzielnicy Wola w Warszawie .

## Opis
Kamienica została wzniesiona w latach 1877−1878 dla żydowskiego kupca Ajzyka Abrama Włodawera. Był to dwutraktowy, siedmioosiowy ceglany dom z drewnianymi stropami. Miał dwie kondygnacje i mieszkalne poddasze; od strony zachodniej powstała oficyna, pierwotnie również dwukondygnacyjna. Przejazd bramny znajdował się w czwartej osi. W budynku znajdowały się drewniane schody i balustrady.
Jeszcze przed ukończeniem budowy nieruchomość została sprzedana Józefie Koch. 
Prawdopodobnie przed 1918 rokiem oficyna została przebudowana i podwyższona o cztery kondygnacje, a w budynku frontowym dodano balkony. Na fasadzie znajdowały się m.in. naczółki i gzyms kordonowy.
Kamienica przetrwała II wojnę światową. Była jednym z ostańców tzw. Dzikiego Zachodu. Po 1945 roku usunięto wystrój jej fasady, zachowano jednak balkony na drugiej i szóstej osi. W okresie PRL budynek nie był remontowany.
Dom był najstarszą kamienicą czynszową w dzielnicy Wola. W lipcu 1992 roku został wpisany do gminnej ewidencji zabytków, a w październiku tego samego roku do rejestru zabytków. 
Zarządcą kamienicy był Zakład Gospodarowania Nieruchomościami (ZGN) Dzielnicy Wola, który pomimo obowiązku zabezpieczenia obiektu nie wywiązał się z niego, tłumacząc się roszczeniami spadkobierców dawnych właścicieli. W 2011 roku ZGN wystąpił do Ministerstwa Kultury i Dziedzictwa Narodowego o wykreślnie budynku z rejestru zabytków, ale ministerstwo oddaliło ten wniosek. W 2012 roku opróżniona z lokatorów kamienica została zreprywatyzowana. W 2016 roku spadkobiercy dawnych właścicieli sprzedali ją spółce JM Invest. W 2017 roku spółka wystąpiła do Ministerstwa Kultury i Dziedzictwa Narodowego o wykreślenie kamienicy z rejestru zabytków, a po jego negatywnej decyzji odwołała się do sądu administracyjnego. W kwietniu 2020 roku JM Invest zburzyła wpisaną do gminnej ewidencji zabytków oficynę kamienicy. 
Obiekt był pustostanem i groził katastrofą budowlaną. Był wielokrotnie podpalany. W październiku 2024 roku, po kolejnym wyroku Wojewódzkiego Sądu Administracyjnego, Ministerstwo Kultury i Dziedzictwa Narodowego wykreśliło kamienicę z rejestru zabytków. Jednak miesiąc później Mazowiecki Wojewódzki Konserwator Zabytków wszczął procedurę ponownego wpisu budynku do rejestru. Zgodnie z art. 10a ust. 1 ustawy z dnia 23 lipca 2003 r. o ochronie zabytków i opiece nad zabytkami w takiej sytuacji przy zabytku, którego dotyczy postępowanie, zabronione jest prowadzenie prac konserwatorskich, restauratorskich, robót budowlanych i podejmowania innych działań, które mogłyby prowadzić do naruszenia substancji lub zmiany wyglądu zabytku.
21 grudnia 2024 budynek został częściowo zburzony przez spółkę JM Invest; prace rozbiórkowe wstrzymano z pomocą policji po interwencji Mazowieckiego Wojewódzkiego Konserwatora Zabytków. Dwa dni później, pomimo nakazu zaprzestania prac wydanego przez konserwatora, większość pozostałej części zabytkowej kamienicy również została zburzona. Rozbiórka resztek domu była kontynuowana 24 grudnia.